# زيروقى
الزيروقى (الاسم العلمي:Glaucocystis) هي جنس من الطحالب الزرقاء يتبع فصيلة الزيروقات من رتبة الزيروقيات.

## أنواع الزيروقى
- زيروقى بيضية الشكل
- زيروقى حزامية
- زيروقى فقاعية
- زيروقى قوقازية
- زيروقى مزدوجة
- زيروقى مفردة
- (الاسم العلمي:Glaucocystis molochinearum)
- (الاسم العلمي:Glaucocystis nostochinearum)